# جف سیمپسون
 جف سیمپسون (انگلیسی: Jeff Simpson؛ زاده ۲۹ اکتبر ۱۹۵۰) یک تنیس‌باز اهل نیوزیلند است.